# David Nirenberg
David Nirenberg (geboren 1964 in New York City) ist ein US-amerikanischer Historiker. Er ist seit 2022 Direktor und Professor am Institute for Advanced Study in Princeton, NJ.

## Leben
David Nirenberg studierte ab 1982 an der Yale University und machte 1986 den B.A. Er wurde 1992 an der Princeton University in Geschichtswissenschaft promoviert. Nirenberg war als Dozent an der Rice University und an der Johns Hopkins University beschäftigt. Er war Gastdozent an der École des Hautes Études en Sciences Sociales in Paris, am Consejo Superior de Investigaciones Científicas in Madrid und Fellow am Wissenschaftskolleg zu Berlin.
Er ist seit 2006 Professor für Mittelalterliche Geschichte an der University of Chicago und gehört dem Committee on Social Thought an. Nirenberg arbeitet zur Geschichte religiöser Traditionen in Europa. Seit 2014 ist er Dekan der Social Sciences Division der Universität. Er schreibt regelmäßig für The Nation, The New Republic und London Review of Books. 2016 wurde er zum Mitglied der American Academy of Arts and Sciences gewählt, 2024 zum Mitglied der American Philosophical Society.
Nirenberg ist mit der Philologin Sofía Torallas Tovar verheiratet.

## Auszeichnungen
- 2014: Ralph-Waldo-Emerson-Preis für Anti-Judaism: The Western Tradition
- 2017: Historikerpreis der Stadt Münster
- 2024: Dr.-Leopold-Lucas-Preis

## Schriften (Auswahl)
in der Reihenfolge des Erscheinens
- Violence and the persecution of minorities in the Crown of Aragon. Jews, lepers and Muslims before the Black Death. Dissertation PhD, Princeton University 1992.
- Communities of Violence. Persecution of Minorities in the Middle Ages. Princeton University Press, Princeton 1996.
- Wie jüdisch war das Spanien des Mittelalters? Die Perspektive der Literatur. Arye Maimon-Vortrag an der Universität Trier, 3. November 2004. Kliomedia, Trier 2005, ISBN 3-89890-100-9.
- als Herausgeber mit Herbert Kessler: Judaism and Christian Art. Aesthetic Anxieties from the Catacombs to Colonialism. University of Pennsylvania Press, Philadelphia 2011.
- „Jüdisch“ als politisches Konzept. Eine Kritik der politischen Theologie. Aus dem Englischen von Karin Wördemann. Wallstein-Verlag, Göttingen 2013.[5]
- Anti-Judaism: The Western Tradition. W.W. Norton, New York 2013.
  - Anti-Judaismus. Eine andere Geschichte des westlichen Denkens. Aus dem Englischen von Martin Richter. C.H. Beck, München 2015, ISBN 978-3-406-67531-7 (in der Historischen Bibliothek der Gerda Henkel Stiftung).
- Neighboring Faiths: Christianity, Islam, and Judaism in the Middle Ages and Today. University of Chicago Press, Chicago 2014.
- Aesthetic theology and its enemies. Judaism in Christian painting, poetry, and politics. Brandeis University Press, Waltham 2015.